# ماكس أدالبيرت
ماكس أدالبيرت (بالألمانية: Max Adalbert)‏ هو ممثل ألماني، ولد في 14 ديسمبر 1874 في بولندا، وتوفي في 7 سبتمبر 1933 في ألمانيا بسبب ذات الرئة.

## وصلات خارجية
- ماكس أدالبيرت على موقع IMDb (الإنجليزية)
- ماكس أدالبيرت على موقع ألو سيني (الفرنسية)
- ماكس أدالبيرت على موقع أول موفي (الإنجليزية)
- ماكس أدالبيرت على موقع قاعدة بيانات الأفلام السويدية (السويدية)
- ماكس أدالبيرت على موقع قاعدة بيانات الفيلم (الإنجليزية)
- ماكس أدالبيرت على موقع كينوبويسك (الروسية)